# Scuola Grande di San Giovanni Evangelista

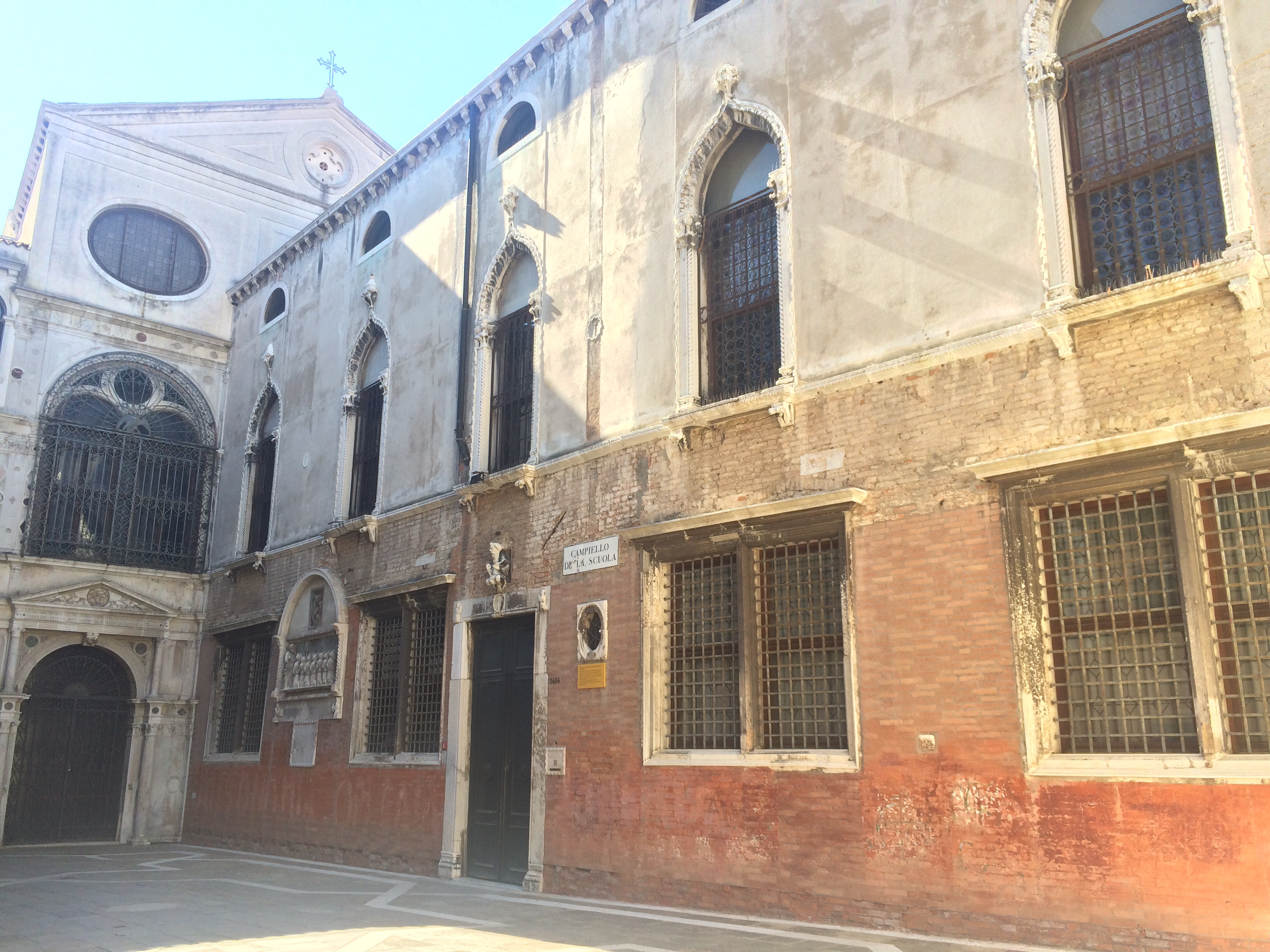
Die Scuola Grande di San Giovanni Evangelista

Die Scuola Grande di San Giovanni Evangelista war eine der sechs großen Scuole, der Scuole grandi in der Republik Venedig.

## Geschichte
Die Scuola wurde 1261 gegründet und befand sich zunächst bei Sant’Aponal im Sestiere von San Polo. 1307 erfolgte die Verlegung nach San Giovanni Evangelista nördlich der Frari-Kirche. Die Schule wurde 1806 aufgelöst, in der Folge aber neu errichtet und besteht noch.

## Gebäude

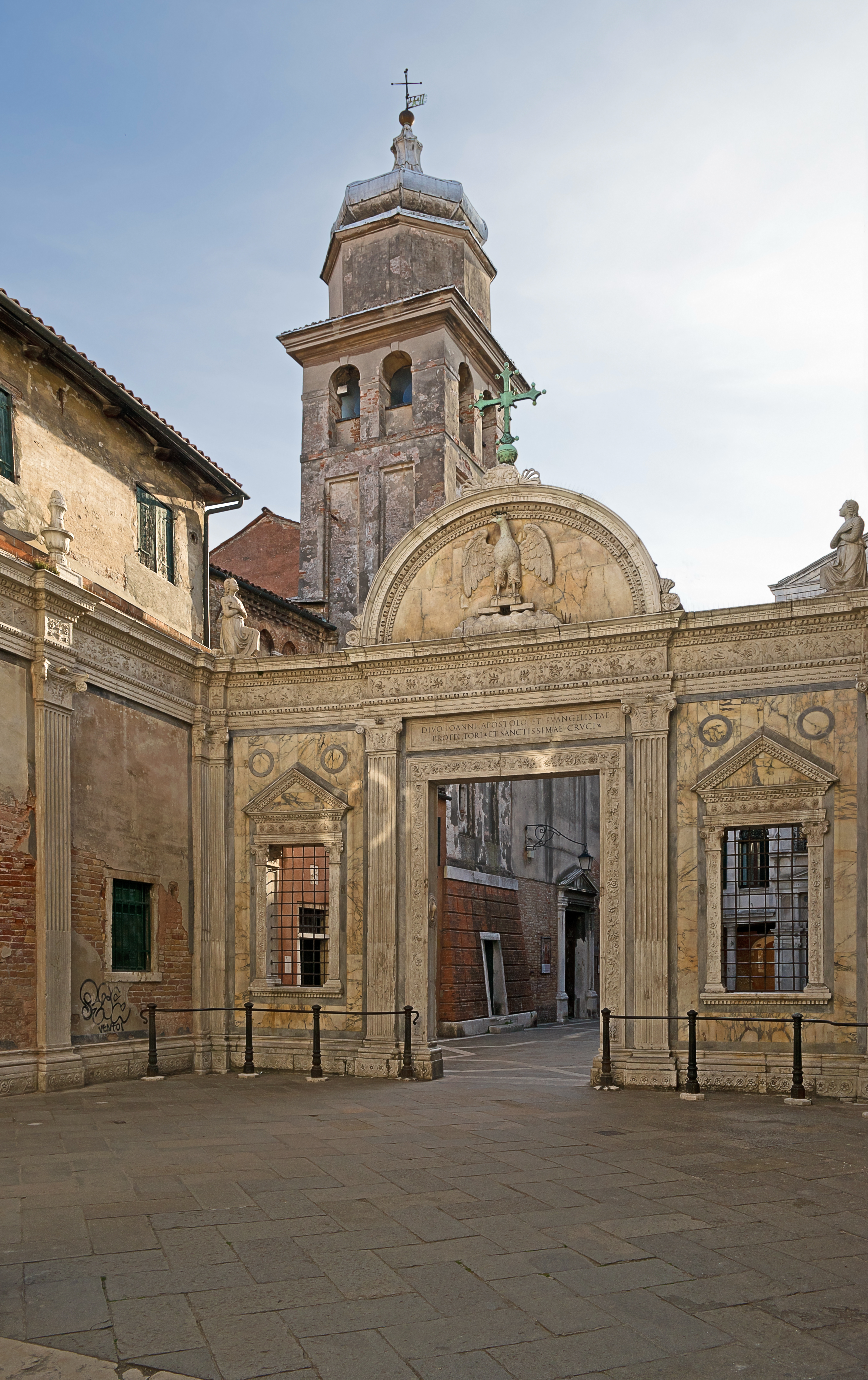
Portal zum kleinen Hof

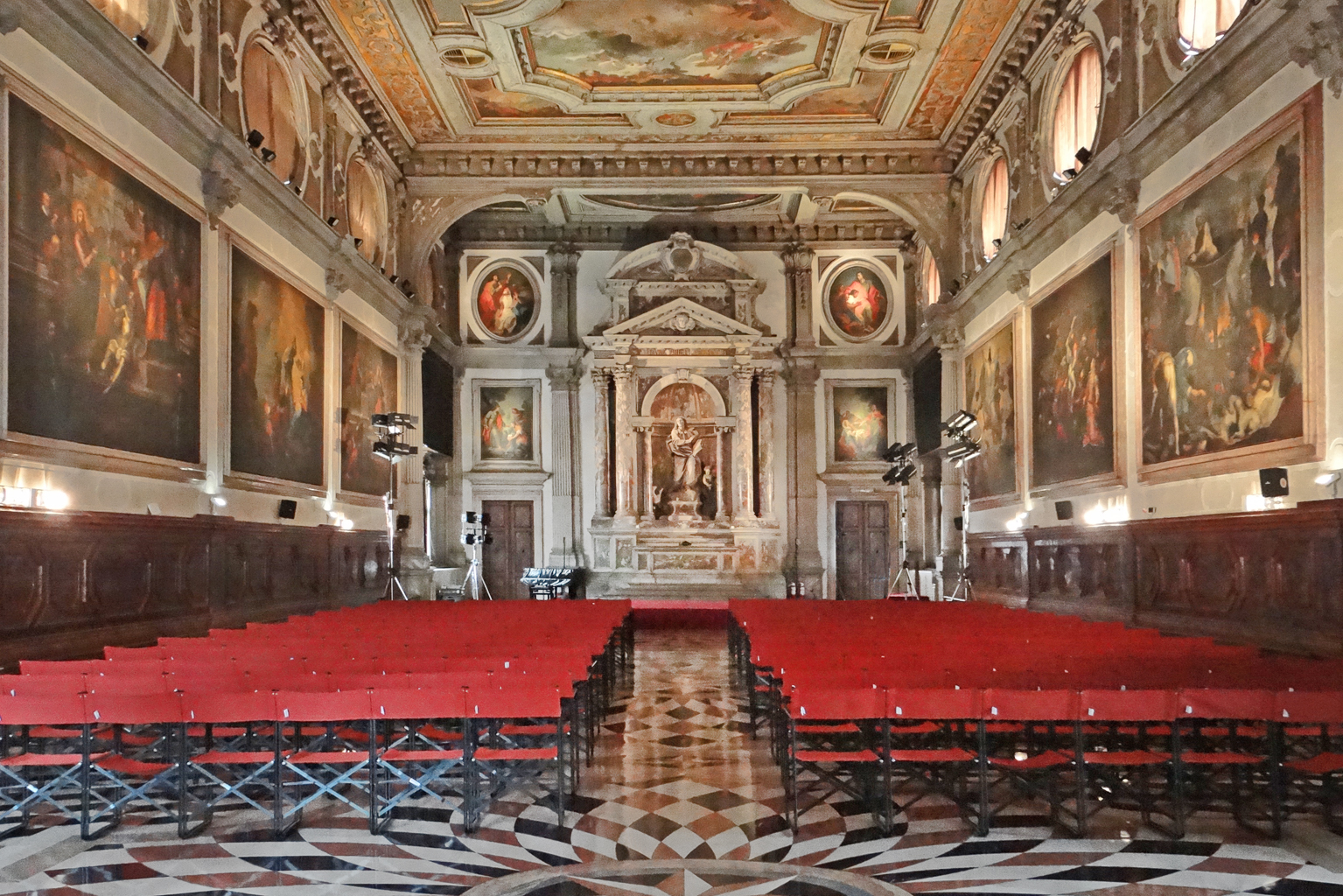
Der Kapitelsaal

Die Gebäude der Scuola wurden um 1480 im Stil der venezianischen Frührenaissance umgebaut. In dieser Zeit entstand der kleine Hof (Campiello). Seine Wände weisen eine kannelierte Pilastergliederung auf. Den Eingang schmückt ein wohl von Mauro Codussi (andere vermuten Pietro Lombardo) entworfenes Portal, das von einer Lünette gekrönt wird. Von Codussi wurden auch die zu einem Podest führende zweiläufige Treppenanlage und die Halle im Erdgeschoss mit zwei Stützenreihen und dem „Ghibellinenfenster“ geschaffen. Das Podest über der Treppe wird von einer Kuppel gekrönt.
Das hinter dem Versammlungssaal gelegene Oratorium im Obergeschoss besaß einen von Gentile Bellini, Vittore Carpaccio, Lazarro Bastiani, Giovanni Mansueti und Benedetto Diana geschaffenen Gemäldezyklus mit den Wundern der Kreuzreliquie, der sich nunmehr in der Accademia befindet. Das Kreuzreliquiar selbst ist noch im Besitz der Bruderschaft und wird in einer Fassung vom Ende des 14. Jahrhunderts auf dem Altar ausgestellt.